# 史蒂法诺·加巴纳
史蒂法诺·加巴纳（義大利語：Stefano Gabbana，1962年11月14日—），意大利时尚设计师，与多梅尼科·多尔切同为奢侈时尚品牌杜嘉班纳联合创始人。

## 早年
加巴纳生于米兰，父亲在印刷厂上班，母亲在洗衣店工作。他毕业于罗马的意大利高级艺术工业学院。

## 生涯

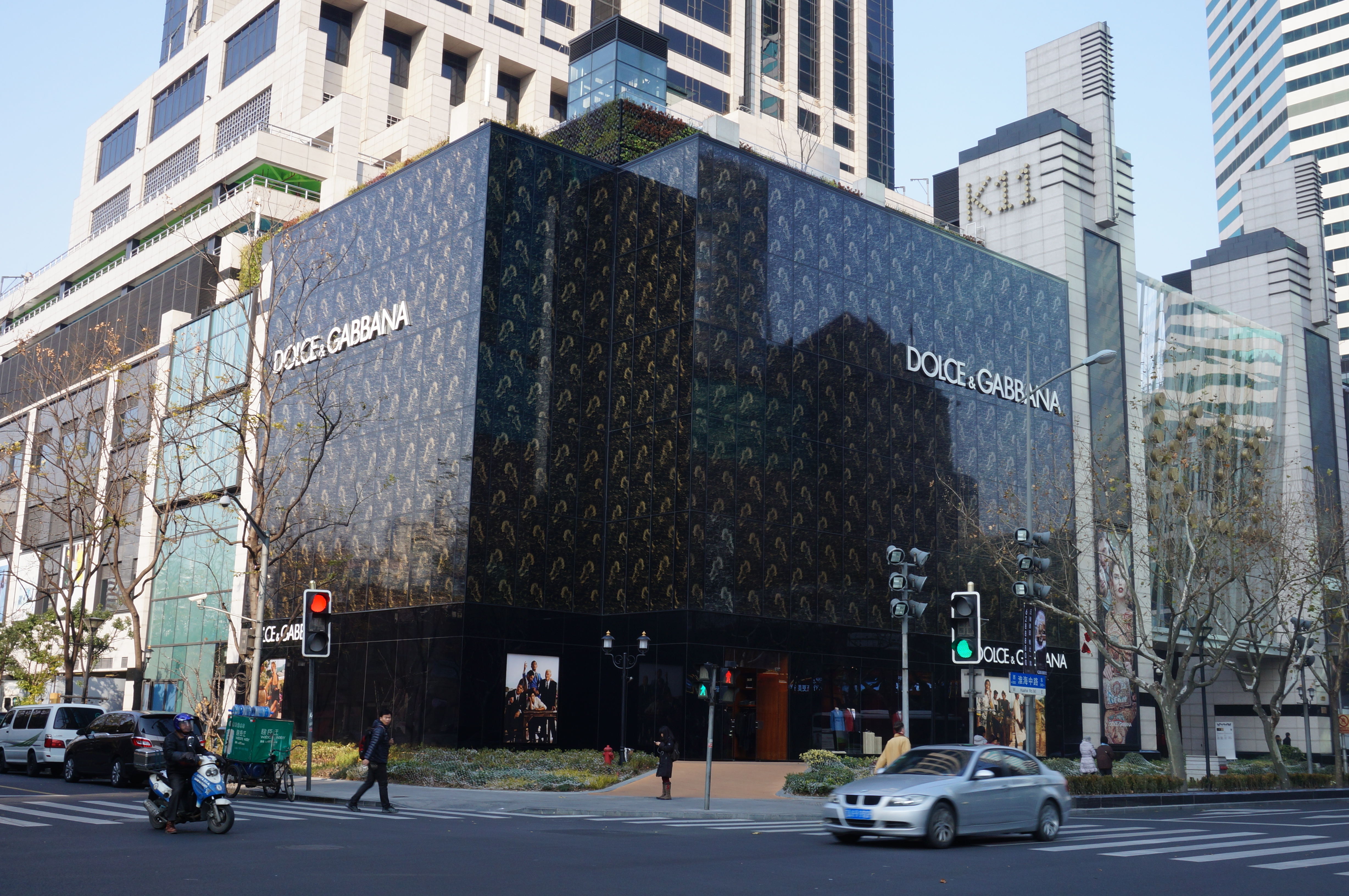
杜嘉班纳上海门店

1980年，加巴纳透过设计师乔治·格雷嘉里（Giorgio Correggiari）结识了多梅尼科·多尔切。格雷嘉里在2012年去世，他深入影响了两人。加巴纳回忆：“他算不上很出名，但他对我们来说很重要。他教会我们要特别注意不能触碰的东西。”
1983年，加巴纳和多尔切离开格雷嘉里，自立门户。两年后，他们开创杜嘉班纳。杜嘉班纳1985年10月首次展出时装，1986年3月推出首个时装系列“Real Women”。1987年，首家门店在米兰开业。1988年，D&G和多尔切在米兰附近的莱尼亚诺开制衣公司的父亲萨维里奥（Saverio）合作。之后，品牌不断扩大，1989年4月和1990年4月分别在东京和纽约开时装展，同时推出新系列，其中于1989年7月推出首个内衣和沙滩装系列，1990年1月推出首个男装系列。1990年11月，D&G在纽约曼哈顿苏豪区百老汇大街532号开设时装店。1992年10月，首款同名香水推出。
品牌在全球走俏是在1993年，当时他们受麦当娜委托，为她的女子秀世界巡回演唱会设计演出服。自那时起，他们陆续接到莫妮卡·贝鲁奇、凯莉·米洛、安吉丽娜·朱莉和伊莎贝拉·罗塞里尼的邀约。
到后来，D&G将生产线扩大到领带、腰带、手提包、太阳镜，手表和鞋。到2003年，公司在意大利卖出的产品数量打败阿玛尼、古驰、普拉达和范思哲。2009年，迈入25周年之际，公司已经拥有113家门店、21间直销门店、3500名员工，年营业额超过10亿欧元。

## 私生活
加巴纳和多尔切多年来一直是伴侣关系。事业成功后，两人住在米兰一间19世纪的别墅中，同时在法国里维耶拉拥有多处物业。2005年，两人的长期关系告终，但依然一起为杜嘉班纳共事。到2015年3月，加巴纳在意大利富豪榜排第28位，资产总值约15.6亿美元。

## 争议
2013年，加巴纳和多尔切涉嫌逃税，被判入狱20个月。意大利一家法院认为两人没有如实申报透过D&G卢森堡子公司Gado赚取的数百万欧元利润，裁定罪名成立。两人否认指控，提出上诉。到2014年10月，上诉法院洗清两人罪名。
2015年3月，创作歌手埃尔顿·约翰指多尔切在接受采访时，称透过体外人工受精生出婴儿是“化学宝宝、合成宝宝”，呼吁抵制杜嘉班纳。此举引发骂战，加巴纳反指约翰是“法西斯”，呼吁反抵制。他后来澄清自己对体外人工授精的观点和多尔切不一样。被美国有线电视新闻网问到是否支持体外授精，他回答：“会的，我没有说错什么话，因为这世界的美丽出自自由。”“我们热爱同性结合。我们就是同志。我们热爱同性结合。我们喜欢同志收养孩子。我们什么都爱。这不过是我个人观点的表达。”
2018年6月，加巴納曾在Instagram對藝人賽琳娜·戈梅茲的衣著品頭論足，在她身著五款紅色禮服的照片下評論「醜爆了」。不過，賽琳娜沒有正面做出回應，而是在出席紐約時裝周晚宴時佩戴「醜陋」字樣的髮卡，以示自我解嘲。
2018年11月，杜嘉班纳在上海举行时装秀前夕，发布融合中西方饮食文化的系列宣传片《起筷吃饭》。然而，网友质疑片中出现对中国人使用筷子的刻板印象，涉嫌种族歧视。迫于舆论压力，杜嘉班纳在微博下架了涉事宣传片，但在Instagram和Facebook上作出保留。加巴纳公开回应事件时，摆出“中国是屎国”，“我们没有你也活得很好”，“中国这个无知、肮脏和臭烘烘的黑社会”等偏激言论。杜嘉班纳官方致歉饰回应称加巴纳的Instagram账号被盗，言论并非其本人发布。然而这未能平息一众明星和网友的抵制浪潮。

## 荣誉
1991年，获国际羊毛标志奖（International Woolmark Prize）。
1993年，杜嘉班纳香水被提名为年度香水（Best Fragrance of the Year）。
2009年，米兰市政府授予两人圣昂博罗约金勋章（Ambrogino Gold），该奖因两人涉嫌逃税于2014年被褫夺。
2014年，慈善机构La Fondazione NY在纽约动态影像博物馆的第三届颁奖晚会上，授予两人及Luhrmann大奖。